# ایسلین مون سولهایم
ایسلین مون سولهایم (انگلیسی: Iselin Moen Solheim؛ زادهٔ ۷ اوت ۱۹۹۵) کشتی‌گیر اهل نروژ است.